# Janelle Monáe

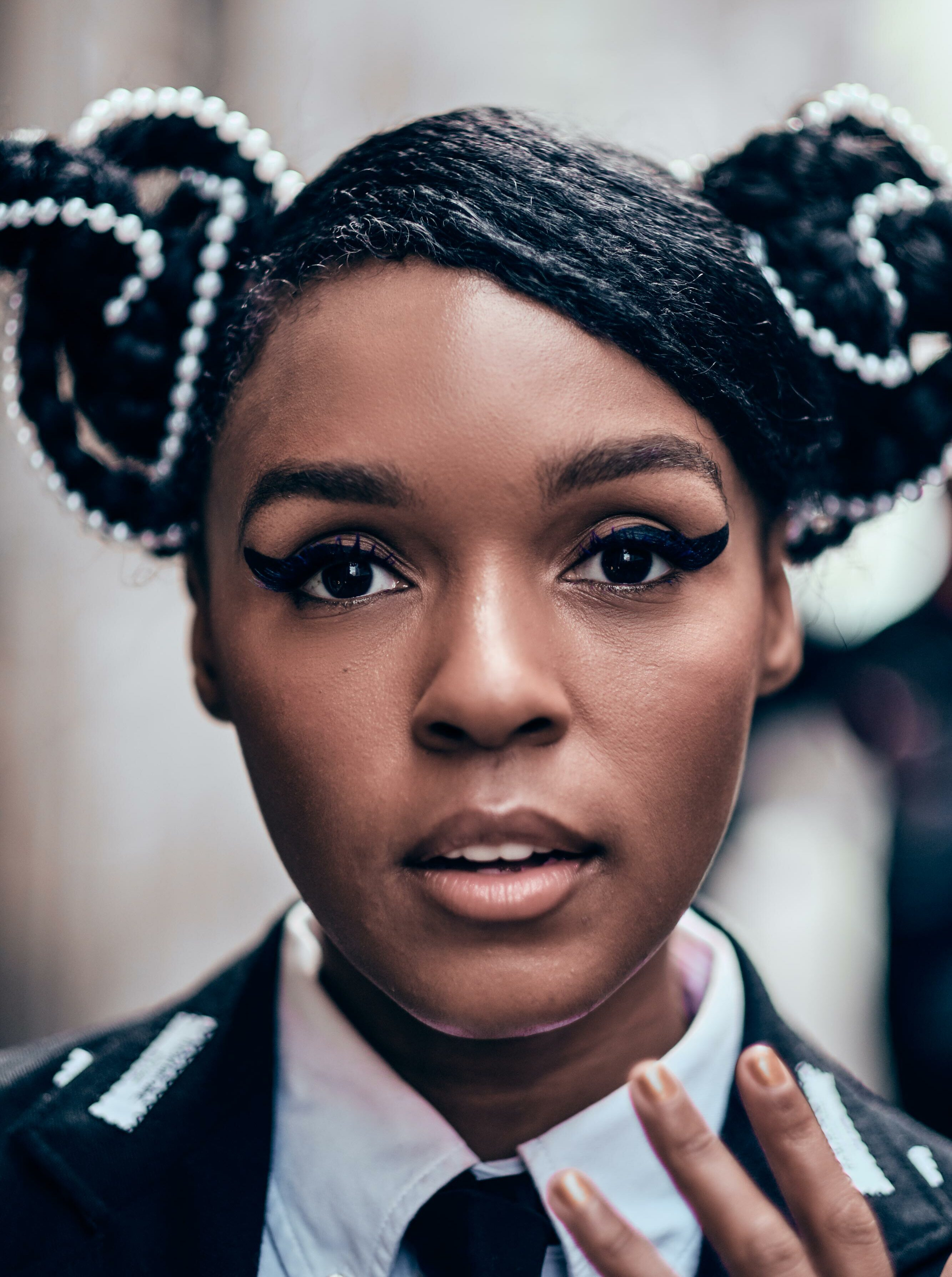
Janelle Monáe (2019)

Janelle Monáe (* 1. Dezember 1985 in Kansas City, Kansas als Janelle Monáe Robinson) ist eine nichtbinäre US-amerikanische Soul- und Funk-Sängerin, Songwriterin, Schauspielerin und Tänzerin.

## Leben
Janelle Monáe wurde in Kansas City als Kind eines Lkw-Fahrers und einer Hausmeisterin geboren. Um an der American Musical and Dramatic Academy in New York Schauspiel zu studieren, verließ Monáe ihre Geburtsstadt Kansas City. Statt eine Karriere als Schauspielerin zu verfolgen, konzentrierte sie sich auf die Musik und gründete, nachdem sie nach Atlanta gezogen war, die Wondaland Arts Society.
Im Jahr 2007 veröffentlichte sie ihr erstes Solowerk Metropolis. Kurz darauf wurde sie von Sean „Diddy“ Combs und seinem Label Bad Boy Records unter Vertrag genommen. Beim neuen Label wurde das Album noch im selben Jahr mit dem Titel Metropolis: The Chase Suite (Special Edition) und zwei neuen Songs erneut veröffentlicht. Das Album schaffte den Sprung in die US-Albumcharts und erreichte Platz 2 der Heatseeker-Charts. Ihre Single Many Moons brachte ihr 2009 eine Grammynominierung in der Kategorie „Best Urban/Alternative Performance“ ein.
Am 18. Mai 2010 wurde ihr Album The ArchAndroid bei Wondaland Arts Society veröffentlicht. Das Album ist die Fortsetzung von Metropolis und schließt mit den Suiten 2 und 3 an dieses an. Beiden Veröffentlichungen liegt ein gemeinsames Konzept zugrunde. Monáes Alter Ego – Cindi Mayweather – ist dabei die messianische Protagonistin einer phantastischen Erzählung in der Androidenstadt Metropolis. Monáe hat angekündigt, für jeden der Songs von The ArchAndroid ein Video drehen zu wollen. Der Titel des Albums und der Name der Fantasiestadt ist ein Verweis auf den Film Metropolis von Fritz Lang.
Ihr zweites Studioalbum wurde von Kritikern hochgelobt und als ein richtungsweisendes R&B-Werk bezeichnet. Das Unternehmen Metacritic errechnete eine Gesamtpunktzahl von 91.
Im September 2013 erschien ihr Album The Electric Lady, auf dem unter anderem Prince als Gastmusiker mitwirkt.

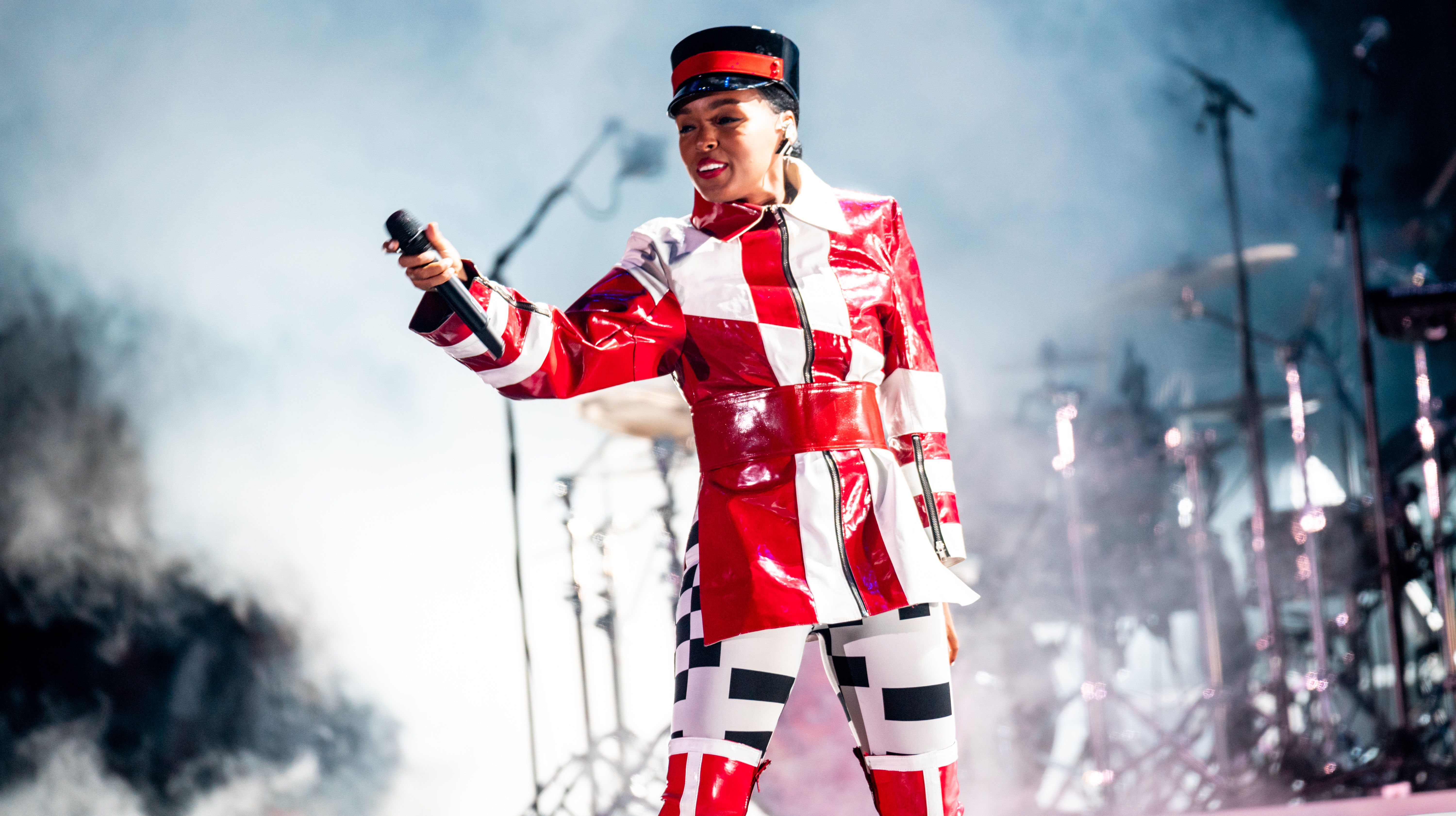
Janelle Monáe (2019)

2016 übernahm sie in dem Spielfilm Hidden Figures – Unerkannte Heldinnen ihre erste Hauptrolle. Weitere tragende Rollen folgten, so 2020 in Antebellum und 2022 in Glass Onion: A Knives Out Mystery.
2017 wurde sie in die Academy of Motion Picture Arts and Sciences (AMPAS) aufgenommen, die jährlich die Oscars vergibt.
Am 27. April 2018 erschien ihr drittes Album mit dem Titel Dirty Computer.
Zusammen mit dem Schauspieler Tom Hardy und der Designerin Stella McCartney wurde sie im Februar 2021 als eine der prominenten Unterstützer für die Werbekampagne des Audi e-tron GT vorgestellt.
Im September 2021 setzt Janelle Monáe mit dem fast 18 Minuten langen Protestsong Say Her Name (Hell You Talmbout) ein Zeichen gegen Polizeigewalt und Rassismus.
Persönliches
Janelle Monáe erklärte im April 2022 in der US-Talkshow Red Table Talk, dass sie sich nicht als Mann oder Frau identifiziere, sondern als nichtbinär. Neben dem geschlechtsneutralen Pronomen they/them nutze sie auch weibliche Pronomen („sie/ihr“). Bereits 2018 hatte Monáe die eigene sexuelle Orientierung als pansexuell angegeben (Menschen unabhängig vom Geschlecht zu lieben).

## Diskografie

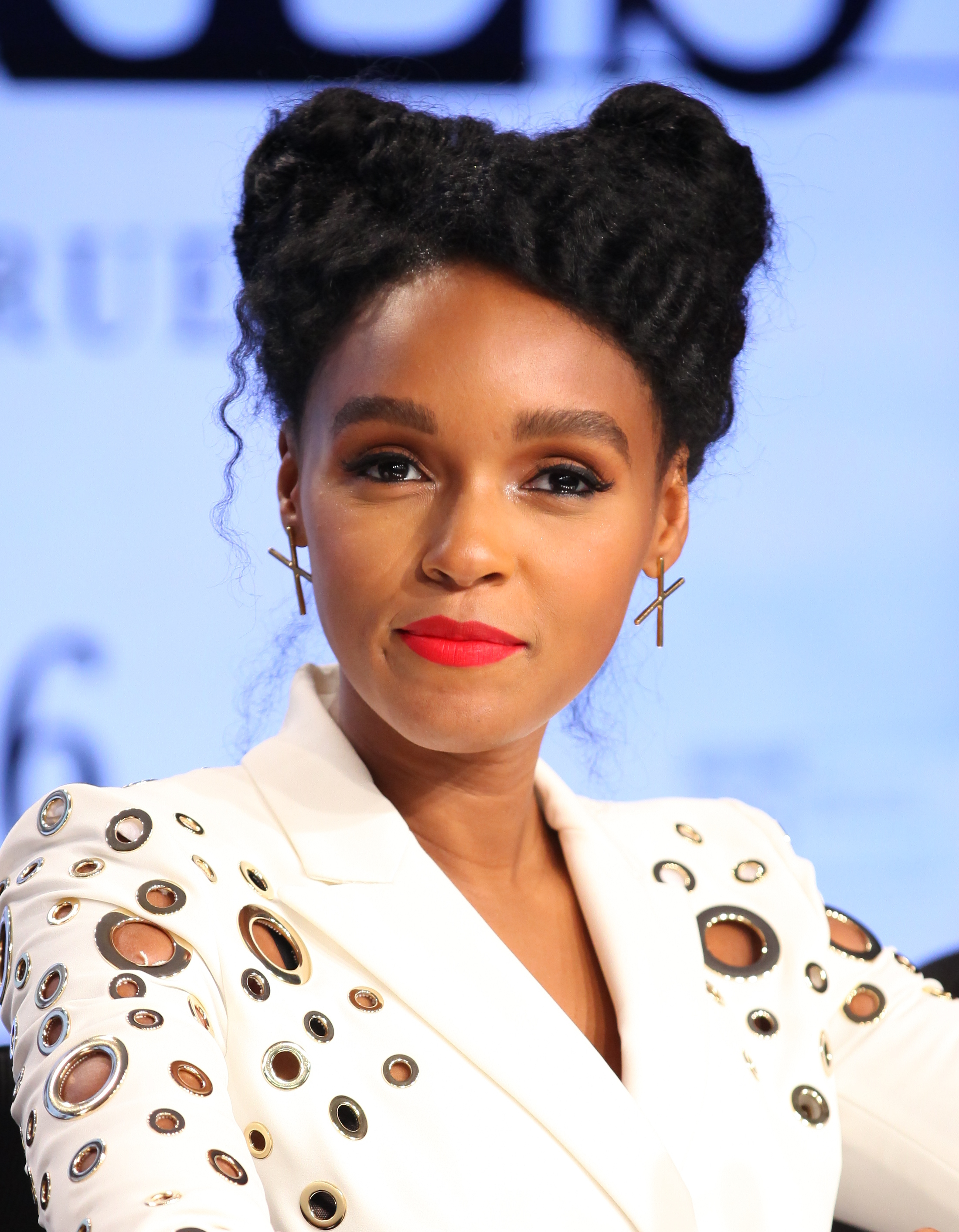
Janelle Monáe (2016)

### Studioalben
| Jahr | Titel                               | Höchstplatzierung, Gesamtwochen, AuszeichnungChartplatzierungen (Jahr, Titel, Platzierungen, Wochen, Auszeichnungen, Anmerkungen) | Höchstplatzierung, Gesamtwochen, AuszeichnungChartplatzierungen (Jahr, Titel, Platzierungen, Wochen, Auszeichnungen, Anmerkungen) | Höchstplatzierung, Gesamtwochen, AuszeichnungChartplatzierungen (Jahr, Titel, Platzierungen, Wochen, Auszeichnungen, Anmerkungen) | Höchstplatzierung, Gesamtwochen, AuszeichnungChartplatzierungen (Jahr, Titel, Platzierungen, Wochen, Auszeichnungen, Anmerkungen) | Höchstplatzierung, Gesamtwochen, AuszeichnungChartplatzierungen (Jahr, Titel, Platzierungen, Wochen, Auszeichnungen, Anmerkungen) | Höchstplatzierung, Gesamtwochen, AuszeichnungChartplatzierungen (Jahr, Titel, Platzierungen, Wochen, Auszeichnungen, Anmerkungen) | Anmerkungen                             |
| Jahr | Titel                               | DE | AT | CH | UK | US | R&B | Anmerkungen                             |
| ---- | ----------------------------------- | --- | --- | --- | --- | --- | --- | --------------------------------------- |
| 2010 | The ArchAndroid (Suites II and III) | DE12 (4 Wo.)DE | AT63 (1 Wo.)AT | CH36 (7 Wo.)CH | UK51 Silber · (3 Wo.)UK | US17 (17 Wo.)US | R&B4 (44 Wo.)R&B | Erstveröffentlichung: 17. Mai 2010      |
| 2013 | The Electric Lady                   | DE68 (1 Wo.)DE | — | CH30 (3 Wo.)CH | UK14 (3 Wo.)UK | US5 (16 Wo.)US | R&B3 (32 Wo.)R&B | Erstveröffentlichung: 6. September 2013 |
| 2018 | Dirty Computer                      | DE29 (2 Wo.)DE | AT21 (2 Wo.)AT | CH11 (3 Wo.)CH | UK8 (3 Wo.)UK | US6 (7 Wo.)US | R&B4 (3 Wo.)R&B | Erstveröffentlichung: 27. April 2018    |
| 2023 | The Age of Pleasure                 | DE48 (1 Wo.)DE | — | CH37 (2 Wo.)CH | UK49 (1 Wo.)UK | US17 (2 Wo.)US | R&B5 (2 Wo.)R&B | Erstveröffentlichung: 9. Juni 2023      |

### Demos
- 2003: The Audition

### EPs

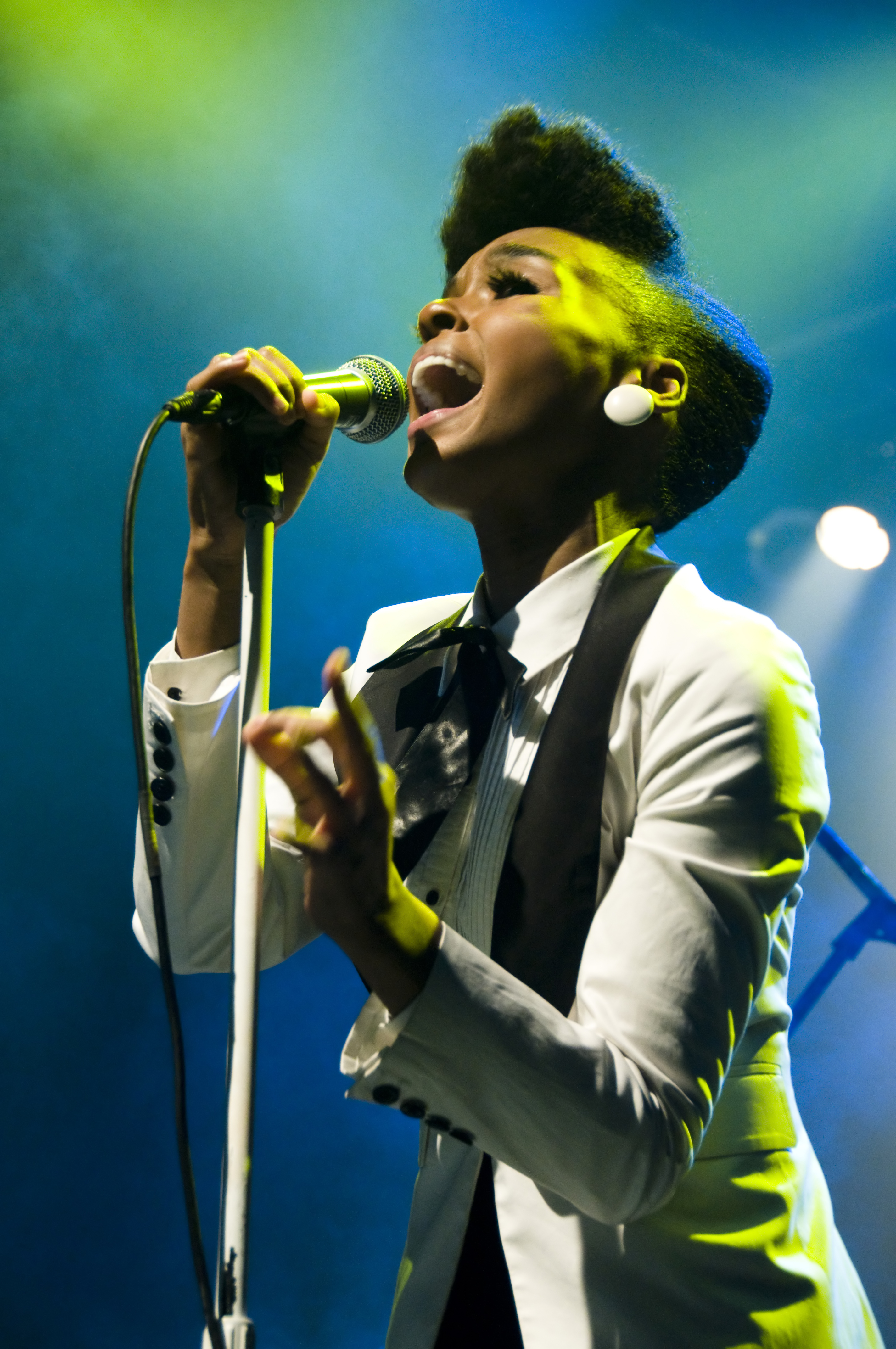
Janelle Monáe (2009)

| Jahr | Titel                           | Höchstplatzierung, Gesamtwochen, AuszeichnungChartplatzierungen (Jahr, Titel, Platzierungen, Wochen, Auszeichnungen, Anmerkungen) | Höchstplatzierung, Gesamtwochen, AuszeichnungChartplatzierungen (Jahr, Titel, Platzierungen, Wochen, Auszeichnungen, Anmerkungen) | Anmerkungen                           |
| Jahr | Titel                           | US | R&B | Anmerkungen                           |
| ---- | ------------------------------- | --- | --- | ------------------------------------- |
| 2007 | Metropolis: Suite I (The Chase) | US115 (1 Wo.)US | R&B20 (9 Wo.)R&B | Erstveröffentlichung: 25. August 2007 |

### Singles als Leadmusiker
| Jahr | Titel Album                  | Höchstplatzierung, Gesamtwochen, AuszeichnungChartplatzierungen (Jahr, Titel, Album, Platzierungen, Wochen, Auszeichnungen, Anmerkungen) | Höchstplatzierung, Gesamtwochen, AuszeichnungChartplatzierungen (Jahr, Titel, Album, Platzierungen, Wochen, Auszeichnungen, Anmerkungen) | Höchstplatzierung, Gesamtwochen, AuszeichnungChartplatzierungen (Jahr, Titel, Album, Platzierungen, Wochen, Auszeichnungen, Anmerkungen) | Anmerkungen                                                           |
| Jahr | Titel Album                  | UK | US | R&B | Anmerkungen                                                           |
| --- | ---------------------------- | --- | --- | --- | --------------------------------------------------------------------- |
| 2009 | Open Happiness –             | — | US11 (2 Wo.)US | — | Erstveröffentlichung: 13. März 2009 Green, Urie, Stump, Monae & McCoy |
| 2013 | Q.U.E.E.N. The Electric Lady | — | — | R&B47 (1 Wo.)R&B | Erstveröffentlichung: 24. April 2013 feat. Erykah Badu                |
| 2015 | Yoga –                       | — | US79 Gold · (6 Wo.)US | R&B24 (16 Wo.)R&B | Erstveröffentlichung: 31. März 2015 mit Jidenna                       |
| 2018 | Make Me Feel Dirty Computer  | UK74 Silber · (2 Wo.)UK | US99 Gold · (1 Wo.)US | — | Erstveröffentlichung: 22. Februar 2018                                |
| Folgende Lieder erschienen nicht als Single, wurden aber durch das Album zum Download und Streaming bereitgestellt und konnten somit eine Platzierung erlangen: |                              | | | |                                                                       |
| |                              | | | |                                                                       |
| 2013 | Q.U.E.E.N. The Electric Lady | — | — | R&B36 (9 Wo.)R&B | feat. Miguel                                                          |

Weitere Singles
- 2005: Peachtree Blues
- 2006: Lettin’ Go
- 2007: Violet Stars Happy Hunting!
- 2008: Sincerely, Jane
- 2008: Many Moons
- 2009: Come Alive (The War of the Roses)
- 2010: Tightrope (feat. Big Boi, US: Gold)
- 2010: Cold War
- 2018: Django Jane
- 2018: Pynk (feat. Grimes)
- 2018: I Like That (US: Gold)
- 2019: That's Enough
- 2020: Turntables
- 2021: Stronger
- 2021: Say Her Name (Hell You Talmbout)
- 2023: Float
- 2023: Lipstick Lover

### Singles als Gastmusiker
| Jahr | Titel Album              | Höchstplatzierung, Gesamtwochen, AuszeichnungChartplatzierungen (Jahr, Titel, Album, Platzierungen, Wochen, Auszeichnungen, Anmerkungen) | Höchstplatzierung, Gesamtwochen, AuszeichnungChartplatzierungen (Jahr, Titel, Album, Platzierungen, Wochen, Auszeichnungen, Anmerkungen) | Höchstplatzierung, Gesamtwochen, AuszeichnungChartplatzierungen (Jahr, Titel, Album, Platzierungen, Wochen, Auszeichnungen, Anmerkungen) | Höchstplatzierung, Gesamtwochen, AuszeichnungChartplatzierungen (Jahr, Titel, Album, Platzierungen, Wochen, Auszeichnungen, Anmerkungen) | Höchstplatzierung, Gesamtwochen, AuszeichnungChartplatzierungen (Jahr, Titel, Album, Platzierungen, Wochen, Auszeichnungen, Anmerkungen) | Anmerkungen                                                      |
| Jahr | Titel Album              | DE | AT | CH | UK | US | Anmerkungen                                                      |
| ---- | ------------------------ | --- | --- | --- | --- | --- | ---------------------------------------------------------------- |
| 2011 | We Are Young Some Nights | DE4 Platin · (36 Wo.)DE | AT1 Platin · (30 Wo.)AT | CH2 ×2Doppelplatin · (41 Wo.)CH | UK1 ×4Vierfachplatin · (47 Wo.)UK | US1 Diamant · (42 Wo.)US | Erstveröffentlichung: 20. September 2011 Fun feat. Janelle Monáe |

Weitere Gastbeiträge
- 2015: Venus Fly (mit Grimes)
- 2015: Pressure Off (mit Duran Duran)

## Auszeichnungen für Musikverkäufe
| Goldene Schallplatte - Australien - 2023: für die Single Make Me Feel - Belgien - 2012: für die Single We Are Young - Frankreich - 2013: für die Single We Are Young - Japan - 2015: für die Single We Are Young (Digital) - Kanada - 2023: für die Single Tightrope - Neuseeland - 2015: für die Single Open Happiness Platin-Schallplatte - Dänemark - 2013: für die Single We Are Young - Kanada - 2023: für die Single Make Me Feel - Irland - 2012: für die Single We Are Young - Spanien - 2024: für die Single We Are Young | 2× Platin-Schallplatte - Italien - 2012: für die Single We Are Young - Dänemark - 2013: für das Streaming We Are Young 5× Goldene Schallplatte - Mexiko - 2015: für die Single We Are Young 4× Platin-Schallplatte - Schweden - 2012: für die Single We Are Young 5× Platin-Schallplatte - Neuseeland - 2025: für die Single We Are Young 7× Platin-Schallplatte - Australien - 2020: für die Single We Are Young Diamantene Schallplatte - Kanada - 2022: für die Single We Are Young |

Anmerkung: Auszeichnungen in Ländern aus den Charttabellen bzw. Chartboxen sind in ebendiesen zu finden.
| Land/RegionAuszeichnungen für Musikverkäufe (Land/Region, Auszeichnungen, Verkäufe, Quellen) | Silber     | Gold       | Platin       | Diamant     | Verkäufe   | Quellen              |
| -------------------------------------------------------------------------------------------- | ---------- | ---------- | ------------ | ----------- | ---------- | -------------------- |
| Australien (ARIA)                                                                            | —          | Gold1      | 7× Platin7   | —           | 525.000    | aria.com.au          |
| Belgien (BRMA)                                                                               | —          | Gold1      | —            | —           | 15.000     | ultratop.be          |
| Dänemark (IFPI)                                                                              | —          | —          | 3× Platin3   | —           | 30.000     | ifpi.dk              |
| Deutschland (BVMI)                                                                           | —          | —          | Platin1      | —           | 300.000    | musikindustrie.de    |
| Frankreich (SNEP)                                                                            | —          | Gold1      | —            | —           | 75.000     | infodisc.fr          |
| Irland (IRMA)                                                                                | —          | —          | Platin1      | —           | 15.000     | Einzelnachweise      |
| Italien (FIMI)                                                                               | —          | —          | 2× Platin2   | —           | 60.000     | fimi.it              |
| Japan (RIAJ)                                                                                 | —          | Gold1      | —            | —           | 100.000    | riaj.or.jp           |
| Kanada (MC)                                                                                  | —          | Gold1      | Platin1      | Diamant1    | 920.000    | musiccanada.com      |
| Mexiko (AMPROFON)                                                                            | —          | Gold1      | 2× Platin2   | —           | 150.000    | amprofon.com.mx      |
| Neuseeland (RMNZ)                                                                            | —          | Gold1      | 4× Platin4   | —           | 217.500    | radioscope.co.nz     |
| Österreich (IFPI)                                                                            | —          | —          | Platin1      | —           | 30.000     | ifpi.at              |
| Schweden (IFPI)                                                                              | —          | —          | 4× Platin4   | —           | 160.000    | sverigetopplistan.se |
| Schweiz (IFPI)                                                                               | —          | —          | 2× Platin2   | —           | 60.000     | hitparade.ch         |
| Spanien (Promusicae)                                                                         | —          | —          | Platin1      | —           | 60.000     | elportaldemusica.es  |
| Vereinigte Staaten (RIAA)                                                                    | —          | 4× Gold4   | —            | Diamant1    | 12.000.000 | riaa.com             |
| Vereinigtes Königreich (BPI)                                                                 | 2× Silber2 | —          | 4× Platin4   | —           | 2.660.000  | bpi.co.uk            |
| Insgesamt                                                                                    | 2× Silber2 | 11× Gold11 | 34× Platin34 | 2× Diamant2 |            |                      |

## Filmografie
- 2009: Stargate Universe (Folge 1x07 Die Rückkehr)
- 2014: Rio 2 – Dschungelfieber (Rio 2, Stimme)
- 2016: Moonlight
- 2016: Hidden Figures – Unerkannte Heldinnen (Hidden Figures)
- 2018: Philip K. Dick’s Electric Dreams (Fernsehserie, Folge 1x08)
- 2018: Willkommen in Marwen (Welcome to Marwen)
- 2019: Harriet – Der Weg in die Freiheit (Harriet)
- 2019: Susi und Strolch (Lady and the Tramp, Stimme von Peg)
- 2020: Homecoming (Fernsehserie, Folgen 2x01–2x07)
- 2020: Antebellum
- 2022: Glass Onion: A Knives Out Mystery

## Auszeichnungen
Chicago Film Critics Association Award
- 2016: Nominierung als Beste Nebendarstellerin (Hidden Figures – Unerkannte Heldinnen)
- 2016: Nominierung als Vielversprechendste Schauspielerin (Hidden Figures – Unerkannte Heldinnen und Moonlight)[14]

Critics’ Choice Movie Award
- 2016 (Dez.): Auszeichnung als Teil des Besten Schauspielensembles im Film Moonlight[15]
- 2016 (Dez.): Nominierung als Beste Nebendarstellerin (in Hidden Figures – Unerkannte Heldinnen)[16]

Gotham Independent Film Award
- 2016: Auszeichnung mit dem Special Jury Prize als Teil des Ensembles im Film Moonlight[17]

Hollywood Film Award
- 2016: Auszeichnung mit dem Spotlight Award (für Moonlight und Hidden Figures – Unerkannte Heldinnen)[18]

Independent Spirit Award
- 2016: Auszeichnung mit dem Robert Altman Award als Teil des Ensembles im Film Moonlight[19]

MTV Video Music Awards
- 2013: Auszeichnung in der Kategorie Best Art Direction für Q.U.E.E.N. (feat. Erykah Badu)

National Board of Review
- 2016: Auszeichnung als Teil des Besten Ensembles (Hidden Figures – Unerkannte Heldinnen)[20]

Satellite Award
- 2016: Auszeichnung als Teil des Best Ensemble: Motion Picture (Hidden Figures – Unerkannte Heldinnen)[21]

Screen Actors Guild Award
- 2017: Nominierung als Mitglied des Besten Schauspielensembles in einem Film (Moonlight)
- 2017: Auszeichnung als Mitglied des Besten Schauspielensembles in einem Film (Hidden Figures – Unerkannte Heldinnen)[22][23]

## Belege
1. ↑  Eintrag: United States Public Records, 1970-2009. In: FamilySearch.org. 23. Mai 2014 (anmeldepflichtig: online auf familysearch.org); Zitat: “Janelle Robinson, Residence, Kansas City, Kansas, United States; a third party aggregator of publicly available information.”
2. ↑  Christina Hoffmann: Pop-Prinzessin: Sexy geht auch ohne Ausschnitt. In: FAZ.net. 19. Juli 2010, abgerufen am 13. April 2022 (bezahlpflichtig; Archiv-Version).
3. ↑  Artikel auf exclaim.ca.
4. ↑  Tonspion: Halb Mensch, halb Musik
5. ↑  Reviews for The ArchAndroid by Janelle Monáe. Abgerufen am 20. April 2015.
6. ↑  Class of 2017 abgerufen am 30. Juni 2017.
7. ↑  Matthew Strauss: Janelle Monáe Details New Album, Drops New Song and Video “Django Jane” auf Pitchfork, 22. Februar 2018
8. ↑  Rolf Schröter: Audi beginnt mit dem e-tron GT eine neue Ära. In: Werben & Verkaufen. 11. Februar 2021, abgerufen am 19. Februar 2022.
9. ↑  Meldung (APA): Black Lives Matter: Grammy-Gewinnerin Janelle Monáe lieferte Protestsong gegen Rassismus. In: derStandard.at. 27. September 2021, abgerufen am 23. April 2022.
10. ↑  Ralf Niemczyk: Janelle Monáe definiert sich als nicht-binär. In: Rolling Stone. 22. April 2022, abgerufen am 23. April 2022.
11. ↑  Hannah Madlener: Janelle Monáe outet sich als nicht-binär und spricht über Sexualität und Geschlechtsidentitäten. In: Glamour.de. 22. April 2022, abgerufen am 23. April 2022.
12. 1 2 3 4  Chartquellen: DE AT CH UK US
13. ↑  Platin für We Are Young in Irland
14. ↑  Nick Allen: Chicago Film Critics Awards Celebrate ‘Moonlight’, ‘Manchester by the Sea’, ‘The Handmaiden’. In: rogerebert.com, 17. Dezember 2016.
15. ↑  Joey Nolfi: ‘Moonlight’ wins best acting ensemble at 2016 Critics’ Choice Awards. (Memento des Originals vom 12. Dezember 2016 im Internet Archive)  Info: Der Archivlink wurde automatisch eingesetzt und noch nicht geprüft. Bitte prüfe Original- und Archivlink gemäß Anleitung und entferne dann diesen Hinweis. In: Entertainment Weekly, 11. Dezember 2016.
16. ↑  Gregg Kilday: ‘La La Land’, ‘Arrival’, ‘Moonlight’ Top Critics’ Choice Nominations. In: The Hollywood Reporter, 1. Dezember 2016.
17. ↑  Ramin Setoodeh: ‘Moonlight’ Sweeps the Gotham Awards, Winning Best Film. In: Variety, 28. November 2016.
18. ↑  Moonlight’s Naomie Harris & Janelle Monae Take the Spotlight at Hollywood Film Awards 2016. In: justjared.com, 6. November 2016.
19. ↑  Moonlight and American Honey lead Film Independent Spirit awards nominations. In: The Guardian, 22. November 2016.
20. ↑  Hilary Lewis: ‘Manchester by the Sea’ Named Best Film by National Board of Review. In: The Hollywood Reporter, 29. November 2016.
21. ↑  International Press Academy: The International Press Academy announces its nominations for the 21st Annual Satellite Awards. Sherman Oaks, 18. November 2016, S. 1 (englisch; PDF: 697 kB, 10 Seiten auf pressacademy.com (Memento vom 3. Dezember 2016 im Internet Archive)).
22. ↑  Tracy Brown: Screen Actors Guild Awards nominations 2017: Complete list of nominees. In: Los Angeles Times, 14. Dezember 2016.
23. ↑  Michael Roffman: 2017 SAG Awards Winners: The Complete List. In: consequenceofsound.net, 30. Januar 2017.

| Personendaten    | Personendaten                 |
| ---------------- | ----------------------------- |
| NAME             | Monáe, Janelle                |
| KURZBESCHREIBUNG | US-amerikanische Soulsängerin |
| GEBURTSDATUM     | 1. Dezember 1985              |
| GEBURTSORT       | Kansas City, Kansas, USA      |